# Metidos en harina
Metidos en harina es un sainete del género de Revista musical, con libreto de Manuel Baz, partitura de Fernando García Morcillo, y protagonizada por el trío cómico Zori, Santos y Codeso, junto a Lolita Garrido y Elisa Vardón. Se estrenó en el Teatro Fuencarral de Madrid el 13 de mayo de 1953.

## Argumento
Elvira es la esposa dominante del pobre panadero Facundo. La hija de ambos, Isabel, es cortejada por el joven Atilano, contra los deseos del padrastro de él, Don Próspero. Este contrata a Paz, una mujer de la calle, para desengañar a la pobre Isabel haciéndole creer que Atilano la ronda. Para cerciorarse de la verdad de esas palabras, Facundo realiza sus indagaciones. A partir de ese momento, el cruce entre personajes y situaciones inopinadas, complicará cómicamente la trama, que termina finalmente con el enlace entre Isabel y Atilano, repitiéndose la historia de una esposa dominante sobre un marido obediente.